# باشگاه فوتبال دینامو برلینر
باشگاه فوتبال دینامو برلینر معمولاً با نام بی اف سی دینامو یا بی اف سی شناخته می شود. این باشگاه فوتبال آلمانی در منطقه الت-شوهینزن شهر برلین قرار دارد. بی اف سی دینامو در سال ۱۹۶۶ به عنوان بخش فوتبال باشگاه اس سی دینامو برلین تشکیل شد و یکی از باشگاه های موفق فوتبال آلمان شرقی بود. این باشگاه رکورددار قهرمانی لیگ آلمان شرقی با ده قهرمانی پیاپی لیگ از ۱۹۷۹ تا ۱۹۸۸ هستند. آنها دومین باشگاه پرافتخار آلمان شرقی بعد از دینامو درسدن بودند.هم اکنون ایندتیم دردسته چهارم آلمان بازی می کند وفصل 21-2020رادررده ششم جدول رده بندی به پایان برد

## تاریخچه

### زمینه
بی اف سی دینامو به عنوان یک تیم فوتبال در باشگاه دینامو برلین آغاز به کار کرد و رقیب اصلی آن ها باشگاه دینامو درسدن شهر درسدن بود. 
اس سی دینامو برلین در ۱ اکتبر ۱۹۵۴ به عنوان یک باشگاه ورزشی در شرق برلین تأسیس شد.   تمام باشگاه های دارای نام دینامو ، بخشی از اس وی دینامو ، انجمن ورزشی آژانس امنیتی آلمان شرقی بودند. رئیس اس وی دینامو اریش میلاکه ، در آن زمان معاون وزیر امور خارجه آژانس امنیت ، که معمولاً با نام اشتازی شناخته می شد. اریش میلاکه یک هوادار فوتبال بود که فوتبال را راهی برای پیشرفت آلمان شرقی و سوسیالیسم می دانست.  

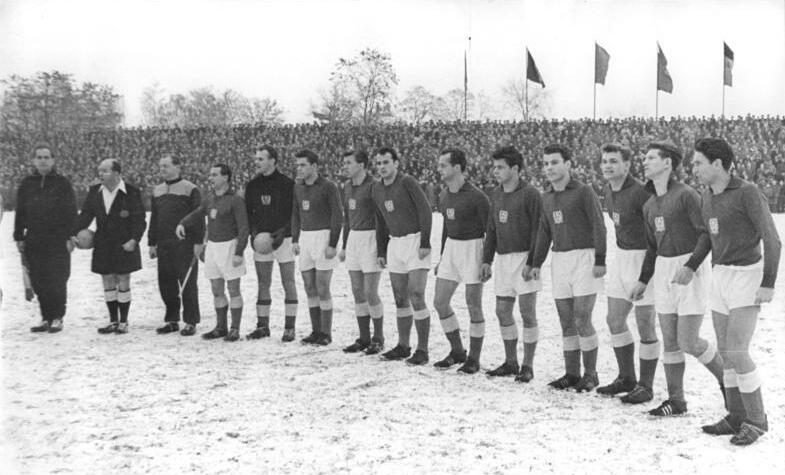
باشگاه اس سی دینامو برلین پس از پیروزی در جام حذفی آلمان شرقی در سال ۱۹۵۹ ، در برونو-پلاس-استادیوم شهر لایپزیگ.

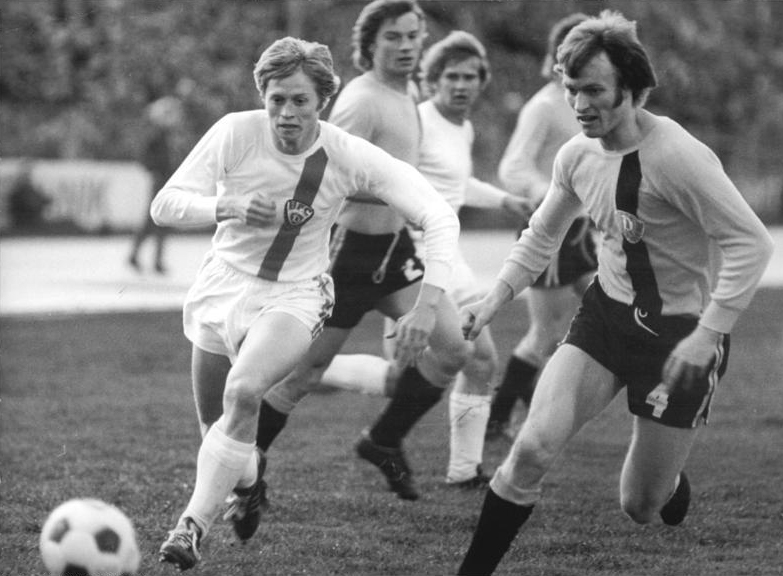
هانس-یورگن رییگر در دیدار مقابل دینامو درسن در سال ۱۹۷۵.

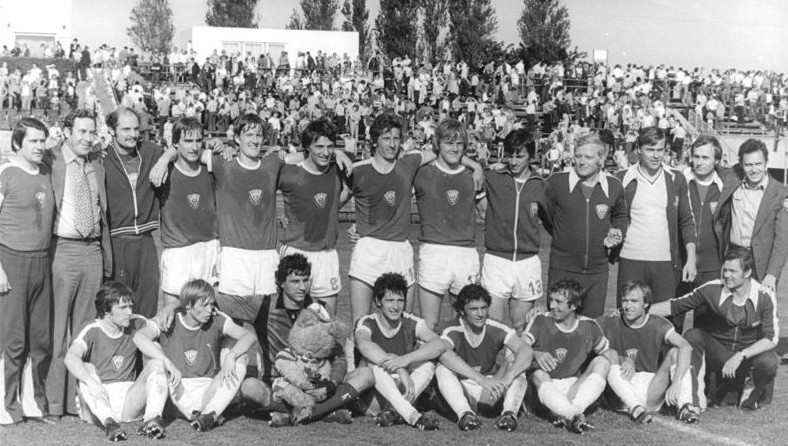
تیم بی اف سی دینامو پس از کسب اولین عنوان لیگ خود در ۶ ژوئن ۱۹۷۹.

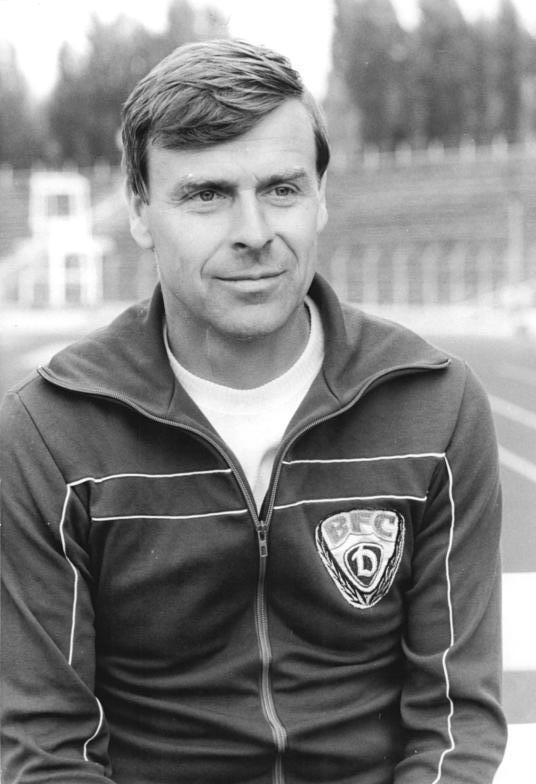
یورگن بوگس ، سرمربی دینامو از ۱ ژوئیه ۱۹۷۷ تا ۳۰ ژوئن ۱۹۸۹ ، که بی اف سی دینامو را به ده عنوان پیاپی لیگ رساند.

## افتخارات

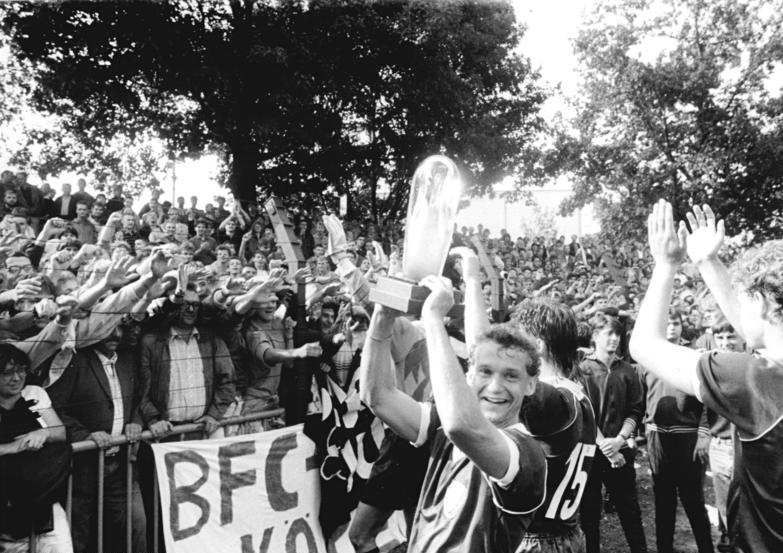
این تیم قهرمانی در سوپرجام ۱۹۸۹ را به همراه هواداران جشن می گیرد. هایکو بونان جام را دست دارد.

بی اف سی دینامو موفق ترین باشگاه در اوبرلیگا بود و با کسب ده قهرمانی رکورد دار شد . ده عنوان پیاپی قهرمانی ، که رکوردی دیگر است و هیچ تیم دیگری در آلمان شرقی نتوانسته به آن دست پیدا کند. اوبرلیگا پس از اتحاد مجدد آلمان منحل شد و تیم ها به بوندسلیگا پیوستند زیرا آلمان شرقی به آلمان غربی پیوست تا آلمان بزرگ مجدداً تشکیل شود. 

### داخلی
- قهرمانی آلمان شرقی
  - قهرمان: (۱۰) ۷۹-۱۹۷۸ ، ۸۰-۱۹۷۹ ، ۸۱-۱۹۸۰ ، ۸۲-۱۹۸۱ ، ۸۳-۱۹۸۲ ، ۸۴-۱۹۸۳ ، ۸۵-۱۹۸۴ ، ۸۶-۱۹۸۵ ، ۸۷-۱۹۸۶ ، ۸۸-۱۹۸۷ (رکورد)
  - دوم: (۴) ۱۹۶۰ ، ۱۹۷۱-۷۲ ، ۱۹۷۵-۷۶ ، ۱۹۸۸-۸۹
- جام حذفی آلمان شرقی
  - قهرمان: (۳) ۱۹۵۹ ، ۱۹۸۷-۸۸ ، ۱۹۸۸-۸۹
  - دوم: (۶) ۶۲-۱۹۶۱ ، ۱۹۷۰-۷۱ ، ۱۹۷۷-۷۸ ، ۱۹۸۱-۸۲ ، ۱۹۸۳-۸۴ ، ۱۹۸۴-۸۵
- سوپرجام آلمان شرقی
  - قهرمان: ۱۹۸۹
- لیگ ۲ آلمان شرقی
  - قهرمان: ۱۹۵۷ ، ۱۹۶۷-۶۸

### بین‌المللی
- جام اروپا
  - مرحله یک چهارم نهایی : ۸۰-۱۹۷۹ ، ۸۴-۱۹۸۳
- جام برندگان جام اروپا
  - نیمه نهایی: ۷۲-۱۹۷۱

### دو گانه
- لیگ و جام حذفی آلمان شرقی
  - قهرمان: ۱۹۸۸

## مطالب بیشتر
- Bertram ، Marco (2015): BFC Dynamo Fußballfibel (به آلمانی) ، برلین: CULTURCON medien. شابک ‎۹۷۸−۳−۹۴۴۰۶۸−۳۸−۱ .
- گلستر ، آندریاس (2002). Der BFC ist schuld am Mauerbau: Ein stolzer Sohn des Proletariats erzählt (به آلمانی). برلین: Aufbau Verlag. شابک ‎۳−۷۴۶۶−۱۸۶۱−۴ شابک   3-7466-1861-4 .
- لسکه ، هانس (2004). Erich Mielke، die Stasi und das runde Leder: Der Einfluß der SED und des Ministiums für Staatssicherheit auf den Fußballsport در der DDR (به آلمانی). گوتینگن: Werkstatt. شابک ‎۳۸۹۵۳۳۴۴۸۰ شابک   3895334480
- لوتر ، یورن؛ ویلمن ، فرانک (2003). BFC Dynamo - Der Meisterclub (به آلمانی). برلین: Das Neue Berlin. شابک ‎۳−۳۶۰−۰۱۲۲۷−۵ شابک   3-360-01227-5 .
- ویلمن ، فرانک (2007). Stadionpartisanen - Fans und Hooligans in der DDR (به آلمانی). برلین: Neues Leben. شابک ‎۳۳۵۵۰۱۷۴۴۲ شابک   3355017442
- ویلمن ، فرانک (2008). Ultras Kutten Hooligans: Fußballfans در اوست-برلین (به آلمانی). برلین: جارون ورلاگ. شابک ‎۳۸۹۷۷۳۵۸۸۱ شابک   3897735881